# 清议
清议指古代乡里、学校对時政的批评而发展形成的社会舆论。屬於現代中國學生運動史的先身之一。东汉末年，强宗豪族及官吏、名士、太学生，以风谣和品题的形式，臧否人物，褒奖同类，攻讦宦官，讥议时政，品核公卿，其言论被称为“乡里之音”、“学中之语”、“时人之论”，又称“公议”，以郭林宗、许劭、贾彪为代表，“并与李膺、陈蕃、王畅更相褒重”，是以“天下言拔士者，咸称许、郭”。例如冀州名士崔烈“因傅母入钱五百万，得为司徒”，於是声誉大減。
党锢之祸后，清议力量遭到了沉重的打击，转为空论名理的清谈，但评论官吏、时政的风气并未消失。三国魏曹羲《至公论》：“厉清议以督俗，明是非以宣教者，吾未见其功也。”明末東林书院的宗旨在议政不在论学，参加东林议政的很多是朝廷命官，在中央和地方有盘根错节的势力。顾炎武《日知录·清议》：“天下风俗最坏之地清议尚存，犹足以维持一二，至於清议亡，而干戈至矣。”